# Pangkalan Serik
Pangkalan Serik is een bestuurslaag in het regentschap Kampar van de provincie Riau, Indonesië. Pangkalan Serik telt 1516 inwoners (volkstelling 2010).